# Czytnik ekranowy
Czytnik ekranowy, czytnik ekranu (ang. screen reader) – program komputerowy, który rozpoznaje i interpretuje informacje wyświetlane na monitorze komputera, a następnie przedstawia je użytkownikowi w postaci głosowej lub zostaje wysłany do brajlowskiego urządzenia wyjściowego. Czytniki ekranowe są formą technologii asystujących, wykorzystywaną m.in. przez osoby niewidome, niedowidzące, głuchoniewidome czy mające trudności w uczeniu się.
Systemy operacyjne często zawierają wbudowane czytniki ekranowe takie jak Narrator (Microsoft Windows), VoiceOver (Apple Inc. macOS/iOS) czy TalkBack (Android). Najczęściej używanymi czytnikami ekranu są NVDA i Jaws.